# Quốc kỳ Iraq
Quốc kỳ Iraq (tiếng Ả Rập: علم العراق) bao gồm ba sọc nằm ngang màu đỏ, trắng, đen của Cờ nổi dậy Ả Rập. Ba màu cơ bản này đã được sử dụng từ năm 1963, với một số thay đổi các biểu tượng màu xanh lá cây ở dải trắng trung tâm, phiên bản mới nhất mang Takbir màu xanh lá cây. Ba dải hình chữ nhật có kích cỡ bằng nhau.

## Lịch sử

### 1921–1959
Lá cờ đầu tiên của Iraq hiện đại là của Vương quốc Iraq, và đã được chọn vào năm 1921. Đó là một lá cờ ba dải nằm ngang màu đen-trắng-xanh lá cây, với hình tam giác kéo dài từ phía cột, lấy cảm hứng từ Cờ cuộc nổi dậy Ả Rập. Hai ngôi sao bảy cánh màu trắng trên hình tam giác ký hiệu hai dân tộc chính của vương quốc là người Ả Rập, và người Kurd. Thiết kế lá cờ cũng đã phản ánh triều đại Hashemite mới lập lên ở Iraq (ban đầu từ Hejaz trong bán đảo Ả Rập), triều đại đã đóng vai trò hàng đầu trong cuộc nổi dậy Ả Rập. Như vậy, nó cũng tương tự như những lá cờ của Hashemite Jordan, và vương quốc tồn tại ngắn ngủi Hejaz. Trước Iraq độc lập vào năm 1932, lá cờ này cũng được sử dụng bởi các khu thống trị ủy nhiệm Lưỡng Hà thuộc Anh. Ngày nay, nó được sử dụng bởi những người bảo hoàng ủng hộ Hashemite ở Iraq.

### 1958
Năm 1958, phản ứng trước sự hợp nhất của Ai Cập và Syria thành Cộng hòa Ả Rập Thống nhất, hai vương quốc nằm dưới sự trị vì của nhà Hashemite, Iraq và Jordan, đã thành lập nên Liên bang Ả Rập, một liên bang giữa hai nhà nước. Lá cờ của liên bang về cơ bản giống với cờ Jordan nhưng không có ngôi sao bảy cánh trong hình tam giác màu đỏ. Lá cờ này giống với Quốc kỳ Palestine được thông qua vào năm 1964 và gần như giống hoàn toàn lá cờ của đảng Ba'ath. Liên minh tồn tại trong chưa đầy sáu tháng, chấm dứt sau cuộc Cách mạng 14 tháng 7.

### 1959–1963
Sau cuộc Cách mạng 14 tháng 7, do Abdul Karim Qassim lãnh đạo, xóa bỏ chế độ quân chủ Hashemite ở Iraq và biến đất nước thành một nước cộng hòa, Iraq thông qua một lá cờ mới (Luật 102 năm 1959) với ba dải dọc màu đen-trắng-xanh lá cây, cùng một ngôi sao tám cánh màu đỏ với một vòng tròn màu vàng ở trung tâm. Màu đen, trắng, xanh lá cây và đỏ là các màu của Ả Rập, đại diện cho chủ nghĩa Ả Rập, với mặt trời Hammurabi ở giữa đại diện cho di sản cổ đại của Iraq.
Phiên bản này của quốc kỳ Iraq hiện được phép sử dụng một cách hợp pháp tại khu tự trị Kurdistan, trong khi các phiên bản của khác từ năm 1963 đến 2008 thì không.

### 1963–2008
Từ năm 1963 đến 1991, Iraq sử dụng lá cờ 3 màu đỏ, trắng, đen với 3 ngôi sao trên dải màu trắng (tương tự như cờ Syria giai đoạn 1963-1972 nhưng với tỉ lệ 2:3). Từ 1991 cho đến 2004, takbir được chèn vào giữa 3 ngôi sao, từ năm 2004 cho đến 2008 thay đổi hình dạng của takbir.

### Từ năm 2008
Từ năm 2008 trở đi, 3 ngôi sao trên quốc kỳ Iraq bị lược bỏ và takbir được thiết kế lớn hơn mẫu năm 2004.

### Quốc kỳ Iraq qua các thời kỳ

(1921–1924)
(1924-1959)
(1958-1959)
(1959–1963)
(1963-1991)
(1991-2004)
(2004-2008)
(2008-nay)